# La Serrada
|  | Per a altres significats, vegeu «La Serrada (Occitània)». |

La Serrada  és un municipi de la província d'Àvila, a la comunitat autònoma de Castella i Lleó.
| 1991 | 1996 | 2001 | 2004 |
| ---- | ---- | ---- | ---- |
| 150  | 148  | 149  | 137  |